# Домашна червеноопашка
Домашната червеноопашка (Phoenicurus ochruros) е птица от семейство Мухоловкови. Среща се и в България.

## Физически характеристики
Достига 13 сантиметра. Оперението на мъжките е тъмносиво до черно на гушата, гърдите. Опашката е червена, крилата са с бял панел. Женските са сиво-кафяви.

## Разпространение
Домашната червеноопашка е разпространена в Европа, Азия и в някои части на Африка.
Обитава населени места и каменисти местности.

## Начин на живот и хранене
Храни се с ларви, личинки и червеи, а също и с насекоми.

## Допълнителни сведения
- Black redstart, Sector 38 West, Chandigarh, India
- Black redstart, Phase 7, Mohali, Punjab, India

За едно лято снася 3 пъти по няколко яйца (от 3 до 5) и от една двойка се излюпват между 10 и 15 пиленца. Родителите са много грижовни. Освен че хранят непрекъснато малките, те почистват и гнездото, като не дават никакви изпражнения да остават в него.